# Muncaster
Muncaster is een civil parish in het bestuurlijke gebied Copeland, in het Engelse graafschap Cumbria. In 2001 telde het civil parish 335 inwoners.